# Pales polleniina
Pales polleniina là một loài ruồi trong họ Tachinidae.